# ヴィニー・ヴィンセント
ヴィンセント・ジョン・クサノ（Vincent John Cusano、1952年8月6日 - ）は、アメリカ人のロックミュージシャン。ロックギタリスト、作曲家。
ヴィニー・ヴィンセント（Vinnie Vincent）の名前で、ロックバンドのキッスの2代目リードギタリストとして活動した。
キッス脱退後の1984年にヴィニー・ヴィンセント・インヴェイジョンを結成したが、1988年に解散した。

## 経歴

### 生い立ちと初期の経歴
1952年8月6日、コネチカット州ブリッジポートにて生まれる。
1970年代からフェリックス・キャヴァリエのアルバムに参加するなど、地道に活動していた。80年代初頭にはウォーリアー（WARRIOR）というバンドを結成し、後期はジャーニーに在籍したこともあるロバート・フライシュマンを迎えた。

### キッス
1982年、キッスの初代リードギタリストであるエース・フレーリーが事実上脱退し、ヴィンセントはアルバム『暗黒の神話』のレコーディング・メンバーとして起用される。時を同じくしてウォーリアーは解散した。
彼はリード・ギターの演奏だけでなく大半の曲で作曲にも参加して、アルバムの制作に大きく貢献した。ジーン・シモンズとポール・スタンレーにギタリストとしての力量をアピールした結果、根負けした二人に「エースの様に弾くこと」を条件にツアー・メンバーに起用された。あくまで代役だったが、フレーリ―のメイクとは異なる古代エジプトのアンクをモチーフにしたメイクを施されて、「Ankh Warrior（古代エジプトの戦士）」というキャラクターを与えられた。彼は演奏プレイスタイルに対する制約に不満を感じて、ツアーの中盤で代役の勤めを放棄して超絶な速弾きを観客に見せつけ始めた。シモンズが黙っておらずに注意したが彼は従わなかった。LAメタルブームが迫っていた当時、彼のギタープレイはむしろ観客から高い評価を得た。そしてフレーリ―の脱退が公式発表され、彼は2代目のリード・ギタリストとして正式メンバーになった。
1983年、キッスはこれまでのトレードマークであったメイクを落として素顔での活動を開始し、ヴィンセントの正式加入後初のアルバム『地獄の回想』を発表した。彼は同アルバムでも収録曲の大半に共作者として名を連ねた。だがシモンズとスタンレーは彼の目立ちたがり屋で協調性に欠ける性格を嫌って、解雇を言い渡した。彼は同アルバム発表後のツアーの日程と後任の選定の都合上、ツアーに参加して翌年の終了後に『地獄の回想』1作のみを残して脱退した。

### ヴィニー・ヴィンセント・インヴェイジョン
キッス脱退後、ヴィンセントはウォーリアー時代の旧友ロバート・フライシュマンとヘヴィメタル・バンド「ヴィニー・ヴィンセント・インヴェイジョン」を結成した。メンバーはヴィンセント（リード・ギター）、フライシュマン（ボーカル）、ダナ・ストラム（ベース）、ボビー・ロック（ドラム）。ボーカリストにはマーク・スローターが起用される予定だったが、スローターがヴィンセントに送ったオーディションのテープに自分の連絡先を書き忘れたため、連絡できなかったヴィンセントは仕方なくフライシュマンを起用した。
1986年、アルバム『ヴィニー・ヴィンセント・インヴェイジョン（VINNIE VINCENT INVASION）』を発表。キッス在籍時には思うように披露できなかった超絶な早弾きギタープレイばかりが目立つ内容となっている。デモテープを聴いた所属レコード会社の社長には「凄い! まるで侵略（インヴェイジョン）しているようだ」と評され、新人としては好成績を記録した。キッスでもレコーディングの候補だった収録曲「バック・オン・ザ・ストリート（Back On The Streets）」は、後にジョン・ノーラムのアルバム『トータル・コントロール』でカヴァーされ、フレーリーが結成したフレーリーズ・コメットのライヴでも演奏された。
ツアーの直前にフライシュマンは脱退し後任には本来加入するはずだったスローターが加入。収録曲の「ボーイズ・アー・ゴナ・ロック（Boyz Are Gonna Rock）」のPVはフライシュマンの脱退後に撮影されたが、フライシュマンの歌声に合わせてスローターが出演という前代未聞の演出で制作された。
1988年には、第2作目『オール・システムズ・ゴー（ALL SYSTEMS GO）』を発表。ギタープレイばかりが目立った前作の反省から、バンド全体のサウンドを重視して制作された。収録曲の「ラヴ・キルズ」は、映画『エルム街の悪夢4 ザ・ドリームマスター 最後の反撃』のサウンドトラックに使用され、PVではヴィンセントがフレディのコスプレをしている。アルバム発表後はアイアン・メイデンやアリス・クーパーの前座も務めたが、彼のあまりのワンマン振りに他のメンバー全員が脱退。ヴィニー・ヴィンセント・インヴェイジョンは消滅した。

### その後
1989年から90年に掛けて、かつての同僚フライシュマンや他のミュージシャン達を招いてソロアルバム『ギターズ・フロム・ヘル（GUITARS FROM HELL）』を制作するが、契約先のエニグマ・レコードが倒産してしまったためにお蔵入りとなる。
更にヴィンセントは破産してしまったが、見かねたジーン・シモンズによって、1991年12月から制作を開始したキッスのニュー・アルバム『リヴェンジ』の制作に招聘された。彼は数曲の作曲に参加してクレジットに再び名を刻んだが、当時のギタリストであるブルース・キューリックが彼を快く思っていなかったこともあり、制作中に再び決裂した。
1996年、キッス・ファンのイベントである『キッス・エキスポ』に招待され、トリビュートバンドのメンバーとして参加して「古代エジプトの戦士」のメイクを復活させた。しかしシモンズがメイクの権利を保有していたのでキッス側からクレームがつき、罰金を命じられた。
同時期に、新作アルバム『ギターマゲドン（GUITARMAGEDDON）』の予告編としてシングル『THE EP』を自主制作で発売したが、結局『ギターマゲドン』の制作は中止に終わる。他にもウォーリアー時代のデモや、ヴィニー・ヴィンセント・インヴェイジョン時代のデモ、ライヴ、リハーサルなどの音源をまとめたボックスセット『アーカイブス（ARCHIVES）』も企画され、前金で予約販売が行われるも結局頓挫してしまい、客への返金も行っていない。この件以降、彼は公の場にほとんど現れなくなる。
2002年には、リハーサルやセッション、ライヴパフォーマンスを71分間の1トラックに収めたアルバム『アーカイブス・ヴォリューム1（ARCHIVES VOLUME 1 SPEEDBALL JAMM）』の発売になんとかこぎ着ける。未発売に終わった上記の作品を強引に1曲にまとめたもので、タイトルには第1弾とあるが続編は発表されていない。
2003年、ヴィニー・ヴィンセント・インヴェイジョンの2作のアルバムをデジパックに収めた限定版が1,000セット発売され、同年にリマスタリングされて再発されている。その際に『オール・システムズ・ゴー』の収録曲「ラヴ・キルズ」は一部編集され、インストゥルメンタル曲はカットされている。
2008年、トリビュート・アルバム『KISS MY ANKH: A Tribute To Vinnie Vincent』が発表された。様々なミュージシャンが、彼が共作者に名を連ねるキッスの楽曲とヴィニー・ヴィンセント・インヴェイジョンの楽曲をカヴァーした。
2010年、彼が使用していたジャクソン製のシグネイチャーモデル・ギターが突如、公式発売される。
2011年5月22日、妻への暴行容疑で逮捕され、今後のミュージシャンとしての活動の有無が不透明になった。
2018年1月、アトランタKISS EXPO 2018にゲストで招かれて、久々に公の場へ姿を現した。インタビューの後、アコースティックギターを手にしてヴィニー・ヴィンセント・インヴェイジョン時代の楽曲である「バック・オン・ザ・ストリート」を弾き語りで披露した。公の場でギターを演奏したのは20年ぶりだった。

## ディスコグラフィ
- 1986年 ヴィニー・ヴィンセント・インヴェイジョン Vinnie Vincent Invasion
- 1988年 オール・システムズ・ゴー All Systems Go
- 1996年 THE EP The EP（自主制作、後に『ユーフォリア(EUPHORIA)』というタイトルで再発）
- 2002年 アーカイブス・ヴォリューム1 Archives Volume 1 Speedball Jamm（自主制作）